# Scaphimyia castanea
Scaphimyia castanea là một loài ruồi trong họ Tachinidae.